# Antoni Rogaliński
Antoni Rogaliński z Dzwonowa herbu Łodzia (ur. ok. 1690, zm. 24 stycznia 1761) – sędzia ziemski wschowski w latach 1742–1761, podsędek wschowski w latach 1729–1742, sędzia surogator grodzki wschowski.
Poseł województw poznańskiego i kaliskiego na sejm 1730 roku. Jako poseł na sejm konwokacyjny 1733 roku z województwa poznańskiego był członkiem konfederacji generalnej zawiązanej 27 kwietnia 1733 roku na tym sejmie. Jako deputat podpisał pacta conventa Stanisława Leszczyńskiego w 1733 roku. Poseł województwa poznańskiego na sejm 1744 roku.